# Усть-Вага
Усть-Ва́га — сельский населённый пункт в Виноградовском районе Архангельской области России. Усть-Вага входит в состав Березниковского сельского поселения (до 1 июня 2021 года городского).

## География
Усть-Вага стоит на левом берегу реки Ваги, недалеко от впадения Ваги в Северную Двину. Напротив неё, на правом берегу Ваги, находится деревня Заборье Шидровского сельского поселения. До Архангельска по трассе М-8 «Холмогоры» (Москва — Архангельск) — 354 км, до Двинского Березника — 27 километров. Выше Усть-Ваги находится мост через Вагу, по которому проходит автодорога до Котласа (Усть-Вага — Ядриха).

## История

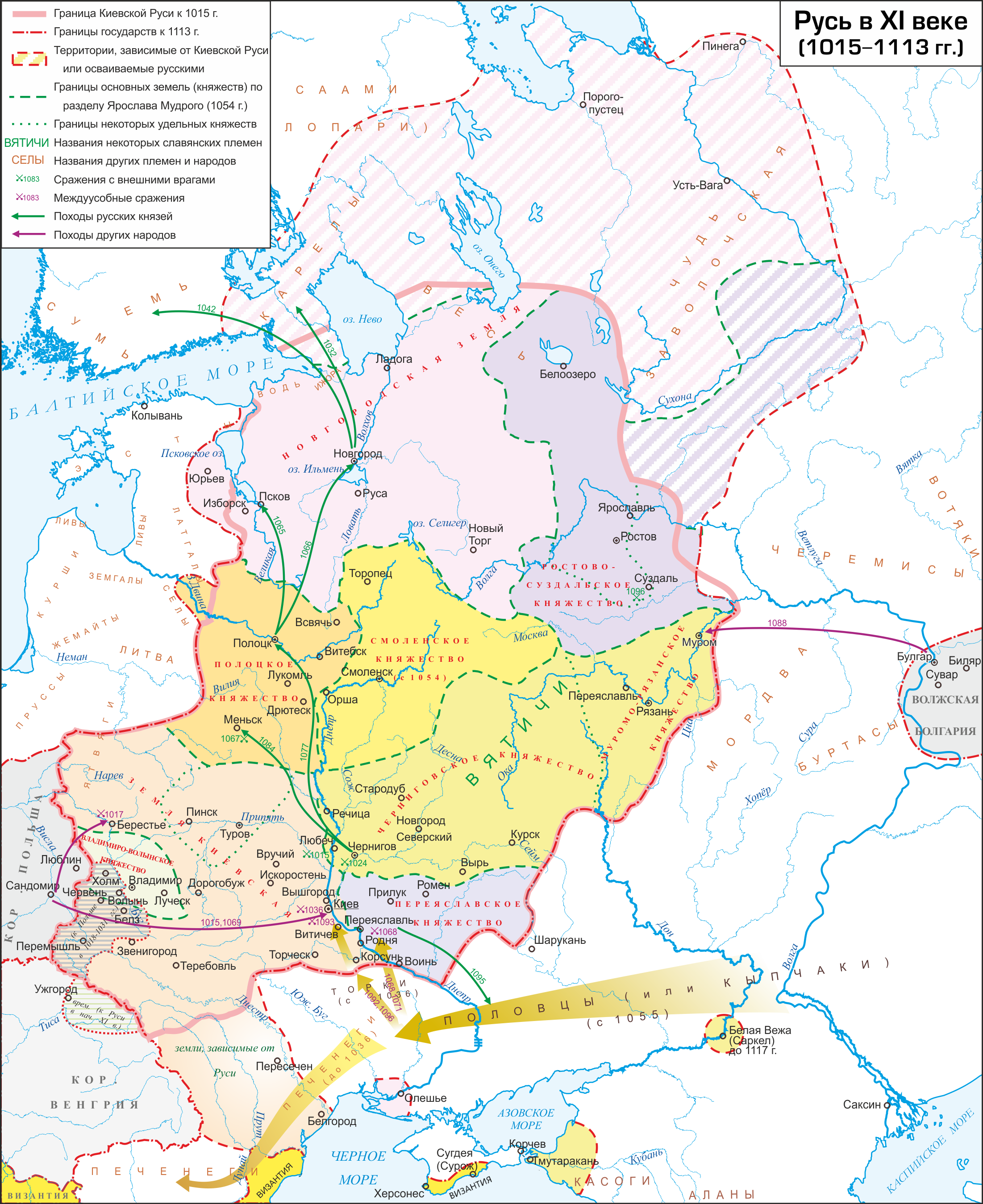
Заволочье на карте Руси (1015—1113)

На деревянном «цилиндре-замке́» (пломбе) № 19, найденном в Новгороде в слое конца XI века, имеется надпись:«Оустье Вагы мецьниць мѣхъ 3 гри(вны)». Усть-Вага упоминается, как одно из важских поселений, в Уставе князя Святослава в 1137 году: «Оурядил есмь аз... святей Софии... оустье Ваг два сорочька». На найденной на Троицком раскопе V в Новгороде под датируемым второй половиной XI века настилом мостовой Черницыной улицы плоской деревянной бирке имеется надпись «УСТИЕВАК…», означающая «устье Ваги», но записанная с заменой звонкого звука на глухой. По мнению А. А. Зализняка, надпись сделал либо обрусевший карел, либо носитель говора с прибалтийско-финским субстратом.
Затем Усть-Вага входила в состав Лецкого (Ледского) стана Шенкурской четверти (чети) — Шенкурского четвертного правления в Важском уезде (Важской доле, дистрикте) Архангелогородской губернии. С 1757 года — в Шенкурской половине Важского уезда.
С 1780 года — в Шенкурском уезде Архангельской области Вологодского наместничестве, с 1784 года — в Архангельском наместничестве, с 1796 года — в Архангельской губернии. До 1797 года — в ведении Московского приказа Большого дворца, а с 1797 года — в Департаменте уделов Министерства императорского двора).
В Усть-Ваге находилась почтовая станция, постоялый двор, торговые и питейные заведения. Жители до революции занимались сельским хозяйством, лесозаготовками, смолокурением, бурлачеством. Первая школа открыта в начале второй половины XIX века. В 1881 году было открыто Министерское училище.
В 1885 году волостное правление Устьважской волости было перенесено из Усть-Ваги в село Семёновское (ныне — Двинской Березник). В 1888 году в 7 деревнях Усть-Важского прихода проживало 1420 душ обоего пола, в том числе в селе Устьважском — 519 человек. В 1903—1905 годах Усть-Вага была местом политической ссылки.
В 1918—1919 годах Усть-Вага была занята союзными войсками интервентов. Здесь шли бои «белых» с «красными».
Сельсовет в Усть-Ваге был образован в 1920 году. В селе Усть-Вага в 1920 году проживало 694 человека, в том числе: Бутырки — 57 чел., Морозово — 306 чел., Олеховское — 129 чел., Ошурково — 192 чел., Успенский погост — 10 человек. В 1927 году была открыта семилетняя школа. С уменьшением числа учащихся, в конце 70-х годов она была преобразована в начальную. В 1929 году созданы три мелиоративных объединения, потребительская кооперация. Население коллективно владело мельницей. В тридцатых годах XX века на территории Усть-Важского сельского совета были образованы 4 колхоза: Павлино-Виноградовский, «За новый путь», «Полярная звезда», им. Аксёнова. В 1959 году они вошли в состав совхоза «Березниковский». В 1982 году сельский совет упразднён и Усть-Вага была включена в состав Березниковского поселкового совета, а в 1992 году вошла в состав Березниковской поселковой администрации. Население деревни, по данным Всероссийской переписи населения 2010 года, составляет 199 человек. На 1.01.2010 в деревне числилось 300 человек. С 2006 года Усть-Вага входит в состав МО «Березниковское».

## Население
| 2002 | 2010 | 2012 |
| ---- | ---- | ---- |
| 234  | ↘199 | ↗210 |

В 2002 году в Усть-Ваге было 236 чел. (русские — 98 %).

## Топографические карты
- [mapp38.narod.ru/map1/index37.html P-38-39,40. (Лист Березник)]
- Усть-Вага на Wikimapia
- Усть-Вага. Публичная кадастровая карта. Архивировано из оригинала 7 марта 2016 года.